# Toponymie générale de la France
Das Nachschlagewerk Toponymie générale de la France (abgekürzt TGF) von Ernest Nègre gibt in vier Bänden die Etymologie von 35.000 französischen Ortsnamen wieder.
- Band 1: vorkeltische, keltische und römische Namen; Seite 1 bis 704, §§ 1 bis 11.862, veröffentlicht 1990
- Band 2: nichtrömische und mundartliche Namen; Seite 714 bis 1381; §§ 12001 bis 25617, veröffentlicht 1991
- Band 3: mundartliche (Fortsetzung) und französische Namen; Seite 1400 bis 1852, §§ 25618 bis 31150, Index, veröffentlicht 1991
- Errata und Addenda, Seite 1856 bis 1871, veröffentlicht 1998